# Sida multicrena
Sida multicrena là một loài thực vật có hoa trong họ Cẩm quỳ. Loài này được Hochr. miêu tả khoa học đầu tiên.